# Bussière-Galant
Bussière-Galant település Franciaországban, Haute-Vienne megyében. Lakosainak száma 1284 fő (2022. január 1.). Bussière-Galant Pageas, Jumilhac-le-Grand, Firbeix, Saint-Pierre-de-Frugie, Saint-Priest-les-Fougères, Les Cars, Châlus, Dournazac, Ladignac-le-Long, Rilhac-Lastours és Saint-Hilaire-les-Places községekkel határos.

## Népesség
A település népességének változása:
| Lakosok száma | 1366 | 1363 | 1350 | 1308 | 1280 | 1282 | 1268 | 1267 | 1284 |
|               | 2013 | 2015 | 2016 | 2017 | 2018 | 2019 | 2020 | 2021 | 2022 |